# Мата-де-Лобуш
Мата-де-Лобуш (порт. Mata de Lobos)  —  район (фрегезия) в Португалии,  входит в округ Гуарда. Является составной частью муниципалитета  Фигейра-де-Каштелу-Родригу. По старому административному делению входил в провинцию Бейра-Алта. Входит в экономико-статистический  субрегион Бейра-Интериор-Норте, который входит в Центральный регион. Население составляет 496 человек на 2001 год. Занимает площадь 37,79 км².